# Gogland
Gogland o Hogland (en ruso: Гогланд (Gogland), en finés: Suursaari, en sueco: Hogland, en estonio: Suursaar, en alemán Hochland) es una isla rusa situada en el golfo de Finlandia y localizada a 180 km de San Petersburgo y a 35 km de la costa de Finlandia. Pertenece al distrito de Kingisepp en el Óblast de Leningrado.
El área de Gogland es aproximadamente de 21 km² y su punto más alto es de 173 m. La isla es reconocida por su paisaje accidentado, que incluye cinco lagos. 

## Historia
Gogland fue poblada por fineses desde el siglo XVI. En el siglo XVIII, durante la Gran Guerra del Norte, la acción del 22 de julio de 1713 tomó lugar cerca de la isla. La batalla de Gogland (véase Battle of Hogland) entre las flotas rusas y suecas se dio cerca de su orilla en 1788.
Después de la Guerra Finlandesa, en el siglo XIX, Gogland pasó al Imperio ruso, sin embargo se añadió al recién creado Gran Ducado de Finlandia, que logró su independencia de Rusia en 1917. La mayoría de la población vivía en dos villas pesqueras dependientes administrativamente de Viipuri (la actual Výborg).

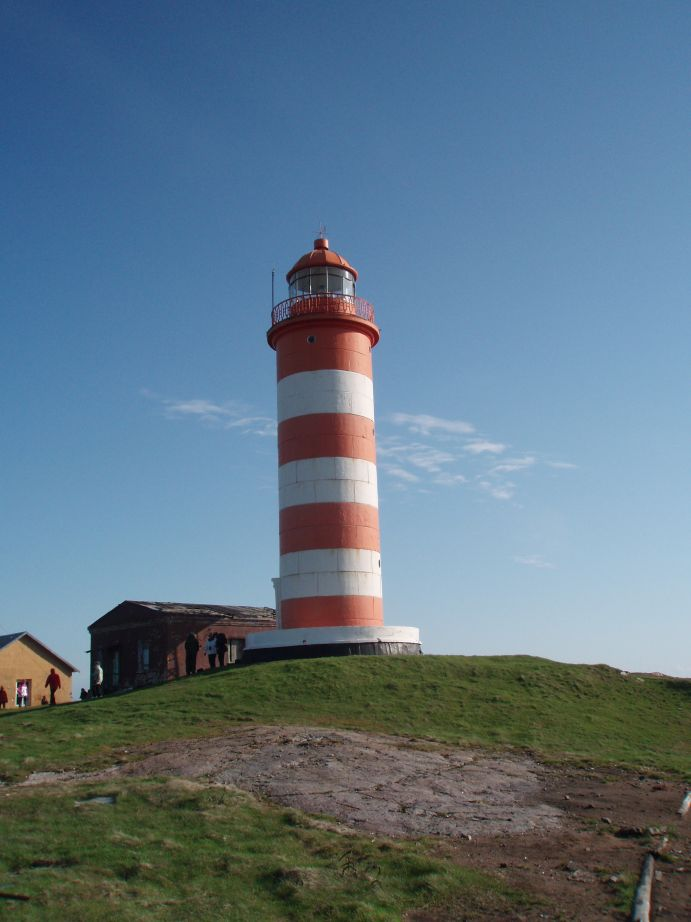
Faro en Gogland.

Durante la Guerra de Invierno, los habitantes fueron evacuados y la isla cayó en manos de la Unión Soviética. Las antiguas construcciones fueron destruidas y sustituidas por unas pocas viviendas modernas, así como por unas instalaciones militares. Al final de la guerra, después de que Finlandia pactara la paz con la Unión Soviética, los alemanes trataron de invadir la isla en la operación Tanne Ost. No obstante, el intento fue fallido, las tropas alemanas perdieron la mitad de sus fuerzas y la isla pasó nuevamente a manos de los soviéticos.
Después de la disolución de la Unión Soviética, la isla pasó a depender administrativamente de la Federación Rusa. Actualmente, cerca de 50 personas viven permanentemente en la isla, y se realizan aún actividades de pesca, aunque con propósitos más recreativos.

## Acontecimientos
- Desde 1826, la colina Mäkiinpäällys tiene dos de los puntos del Arco Geodésico de Struve.
- La tripulación del clíper de tres mástiles "Amérika", se hundió cerca de la orilla en octubre de 1856. Las víctimas se encuentran enterradas en un viejo cementerio de Finlandia.
- El primer faro en la isla fue construido en 1807, pero el más viejo aún en operación data de 1904.
- La industria turística en Gogland está creciendo, la mayoría de turistas provienen de San Petersburgo y unos pocos de Finlandia.
- En 2006, las autoridades rusas declararon a Gogland una zona fronteriza, lo que significa que a los extranjeros no se les permite viajar a la isla sin permisos especiales. Esto limitó el turismo desde los demás países, ya que añadió extensos preparativos.
- Gogland es también conocida como uno de los primeros lugares donde se dio transmisión por radio el (6 de febrero de 1900), bajo la supervisión de Aleksandr Popov.